# Liste des abbés de Saint-Denis
Pour un article plus général, voir Abbaye de Saint-Denis.
Cette liste recense l'ensemble des abbés de Saint-Denis.

## VIIesiècle
- Dodon : premier abbé mentionné, en 627
- Chunauld : 632 - Mentionné dans une charte de Dagobert de l'année 632
- Aigulphe ou (plus rarement) Aygulphe : Frédégaire le place sous Dagobert; c'est déjà sous cet abbé que la psalmodie perpétuelle instituée par Dagobert cessa d'être pratiquée à Saint-Denis, sans doute avant 645. Mentionné dans un Charte de Dagobert de 635[1]
- Wandebercht : 647 - Mentionné dans une charte de Clotaire III
- Charderic : 678 - Charte de 678-698
- Chainon : 690 - Mentionné dans des chartes de 690, 695, et 696. Chainon, ancien diacre reçut une faveur de Thierry III, à Marlay-le-Roi le 13 septembre 677. Il prêta à Ibbon la somme de 600 sous, moyennant la mise en gage d'un domaine à Hodenc-l'Évêque en Beauvaisis dont il était propriétaire. Ibbon mourut sans avoir remboursé le prêt. Le tribunal du roi investit l'abbé Chainon de la terre d'Hodencq [2]

## VIIIesiècle
- Dalfin : 709 Charte de 710
- Chillard : 710 - 716
- Turnoald : évêque de Paris, « custos » de Saint-Denis en 717
- Hugues, abbé de Saint-Denis 718-730, de Fontenelle (auj. Saint-Wandrille), et de Jumièges, archevêque de Rouen, évêque de Paris et de Bayeux
- Berthoald: faux daté de 723, le seul des abbés non mentionnés par Mabillon
- Godobald : 726
- Amalbert : décédé le 6 juin 749 d'après le nécrologe de Saint-Denis
- Fulrad[3] (v. 710 -† 16 juillet 784) : 750-784
- Maginaire : 789-793
- Fardulf : 793 - 22 décembre 806 mentionné dans le Liber de Mirac. S.Dionis et charte du comte Theudald

## IXesiècle
- Waldo de Reichenau († 814) : 806-814 - (Walton ou Gauthier Ier)
- Hilduin († 841) : 814-841 - frère du comte d’Angoulême Vulgrin Ier
- Louis (v. 800 -† 867), fils du comte Rorgon Ier du Maine et de Rotrude (fille de Charlemagne). Abbé de Saint-Denis, de Saint-Riquier et de Saint-Wandrille. Il fut chancelier du roi Charles le Chauve
- Charles le Chauve roi de France : 867
- Gozlin, († 886) 877, évêque de Paris en 884
- Ebles[4], (Ebalus, Ebole, Ebulo) né en 857, mort le 2 octobre 892 au cours d'une bataille, lorsqu'au détriment de son neveu Ebles Manzer, Aymar Ier d'Angoulême s'empara du comté de Poitiers. Fils de Ramnulf Ier et neveu de l'évêque Gozlin de Paris[5], il est abbé laïc de Saint-Germain-des-Prés (881), de Saint-Denis (886) et de Saint-Hilaire de Poitiers (889). Il fut aussi en 888 chancelier du roi Eudes

## Xesiècle
- Robert I roi de France : 903, comte de Paris, et depuis roi de France (regebat)
- Hugues II : 923 (Hugues-le-Grand) fils de Robert Ier, 922 - 2e du nom dans la série des abbés de Saint-Denis
- Hugues III, dit Capet, roi de France : 956 - 3e du nom comme abbé
- Goslin II (regebat). Charte de Richard, duc de Normandie
- Gérard
- Robert II : 980 (charte de l'empereur Othon III)
- Odilon : 994, réformateur pendant la vacance
- Vivien : 998

## XIesiècle
- Hugues IV, 1049-1062
- Raynier, 1067 (regebat)
- Guillaume Ier, 1071 (regebat)
- Yves 1er, 1091, (regebat)
- 1098 ou 1099-1122 : Adam

## XIIesiècle
- 1122-1151 : Suger, restaurateur de la basilique et de l'abbaye, régent du royaume en 1147
- 1151-1162 : Eudes II
- 1162-1169 : Eudes III de Taverny, non mentionné aux archives
- 1169 : Yves II
- 1173-1180 : Guillaume Le Mire, de Gap, démis par Philippe-Auguste
- 1180 :  Hugues V de Foucault
- 1197 :  Hugues VI du Milan

## XIIIesiècle
- 1204 : Henri Ier Troon
- 1221–1229 : Pierre d'Auteuil

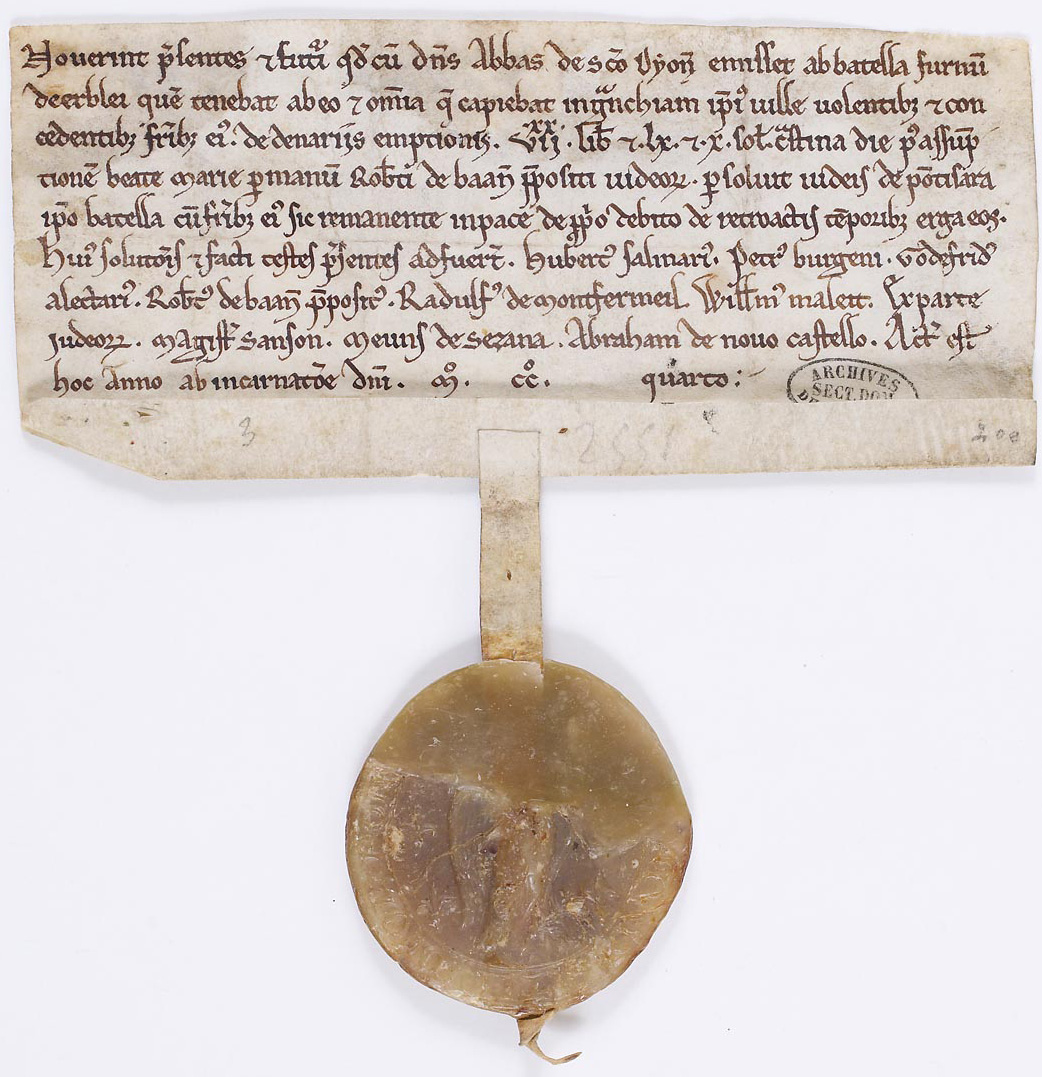
Purge d'hypothèque en faveur des juifs de Pontoise consentie par Henri, abbé de Saint-Denis, Pontoise, 1204, Archives nationales de France.

- 1228–1245 : Eudes IV Clément - poursuit l'agrandissement de la basilique et abdique en 1245
- 1246 : Guillaume III Macorris, infirmier en 1245, décédé le 4 mars 1253[6]
- 1254–1258 : Henri II Mallet, abdique en 1258
- 1258–1286 : Mathieu de Vendôme - exécute de grands travaux dans l'abbaye et dans la basilique, régent de 1269 à 1270
- 1286 : Renaud de Giffard - exécute dans l'abbaye de nombreux et remarquables travaux

## XIVesiècle
- 1304-1325 : Gilles Ier de Pontoise. Construit l'infirmerie et sa chapelle, la librairie, le scriptorium et le mortuaire; il exécute dans l'abbaye d'autres travaux importants en 1325
- 1326 : Guy Ier de Châtres près d'Arpajon, reconstruit deux galeries dans le palais abbatial et fait exécuter d'autres grands travaux. Abdique
- 1343 :  Gilles II Rigaut
- 1351 :  Gauthier II de Pontoise
- 1354 :  Robert III de Fontenay  - Travaux de fortification autour de la basilique et du monastère
- 1363-1393 :  Guy  de Monceau - Fortifie l'abbaye et la basilique, en fait dresser le terrier et enrichit la bibliothèque du monastère d'un grand nombre de livres
- 1393 : Philippe Ier de Vilette - Fait rédiger le Livre-Vert

## XVesiècle
- 1418 Jean Ier de Borbon
- 1431 Guillaume IV Farréchal
- 1442 Philippe II de Gamaches
- 1464 Jean II Geoffroy, évêque d'Arras, cardinal du titre de Saint-Sylvestre et de Saint-Martin-des-Monts, constructeur du palais d'Albi, dans l'enceinte de l'abbaye.
- 1474 Jean Bilhères de Lagraulas, alias Jean III de Villiers, dit de la Groslaye ou de la Graulas, évêque de Lombez, cardinal du titre de Sainte-Sabine sur l'Aventin
- 1499 Antoine de la Haye - Fait construire la chapelle de Saint-Louis

## XVIesiècle
- 1505 Pierre II de Gouffier
- 1517 Aymard de Gouffier, établit, ramifie et fait encaisser les cours d'eau
- 1519 Jean d'Orimont
- 1529 Louis II, cardinal de Bourbon, construit le palais de Bourbon dans l'enceinte de l'abbaye. Abbé commendataire
- 1557 Charles II, cardinal de Lorraine, usurpe l'infirmerie et construit le palais et la chapelle de Lorraine dans l'abbaye
- 1567 Dévastation par les Huguenots
- 1574 Louis III de Lorraine, plus tard cardinal de Guise
- 1589 Charles III, cardinal de Vendôme; depuis de Bourbon
- 1594 Louis IV de Lorraine, plus tard cardinal de Guise

## XVIIesiècle
- 1622 Henri III de Lorraine
- 1633 (Réforme par la congrégation de Saint-Maur)
- 1642 Armand de Bourbon, prince de Conti
- 1654-†1661, Jules Mazarin, cardinal
- 1662-†1679 Jean-François Paul de Gondi, cardinal de Retz

## Grands prieurs
En 1691, Louis XIV supprime le titre d'abbé. Les supérieurs de l'abbaye prennent le titre de grands prieurs. Les revenus de l'abbaye sont confiés au profit de la maison d'éducation de Saint-Cyr (Maison royale de Saint-Louis).
- 1691 Dom Charles le Bouyer
- 1693 Dom Julien Raguideau
- 1696 Dom Pierre Arnould de Loo
- 1702 Dom Mathieu Gilbert
- 1705 Dom Charles Petey de l'Hostellerie
- 1708 Dom Pierre Arnould de Loo
- 1711 Dom Denys de Sainte Marthe
- 1714 Dom Robert Marchand
- 1717 Dom Denys de Sainte Marthe
- 1720 Dom François Anseaume
- 1723 Dom Pierre Richer
- 1729 Dom Pierre du Biez
- 1736 Dom Joseph Castel
- 1741 Dom Pierre du Biez (par commission)
- 1741 Dom Joseph Avril
- 1748 Dom Pierre Boucher
- 1751 Dom Jacques Nicolas Chrestien
- 1760 Dom Pierre Boucher
- 1763 Dom Jacques Nicolas Chrestien (élection faite à Marmoutiers)
- 1766 Dom Joseph Delrue
- 1767 Dom René Gillot
- 1770 Dom Jacques Nicolas Chrestien
- 1773 Dom Pierre François Boudier
- 1775 Dom André de Malaret
- 1778 Dom Pierre Bourdin
- 1781 Dom Pierre François Boudier
- 1784 Dom Pierre Bourdin
- 1788 Dom André de Malaret
- 1791 Dom François Verneuil
- 1792 Sécularisation de la communauté
- 1793 En octobre, profanation des tombeaux
- 1806 Chapitre de Saint-Denis
- 1809 Le 25 mars, cession du cloître de l'abbaye à la Maison d'éducation de la Légion d'honneur, institut fondé par Napoléon Ier pour l'éducation des filles des officiers supérieurs légionnaires

## Prieurs des maisons dépendantes de Saint-Denis
Les archives de Saint-Denis ont conservé la nomenclature des prieurs qui ont gouverné les monastères en France, dépendant de celui de Saint-Denis. 
- Prieuré de Saint-Hippolyte, près de Sélestat (Haut-Rhin)
- Prieuré de Saint-Alexandre à Lièpvre (Haut-Rhin)
- Prieuré du Mont Saint-Michel, près de Verdun
- Saint-Dieudonné (Saint-Dié-des-Vosges)
- Saint-Véron ou Asberting, au diocèse de Metz
- Saint-Vital, près de Metz
- Celle d'Adalonge ou Saint-Georges, au diocèse de Metz